# Велопулос, Кириакос
Кириакос Велопулос (греч. Κυριάκος Βελόπουλος; род. 24 октября 1965, Эссен, Германия) — греческий политический деятель правого толка, депутат Европейского парламента, бывший член парламента Греции (2007—2014), работник телевидения.

## Биография
Родился в Эссене (Германия), вырос в Салониках (Греция). После окончания средней школы изучал журналистику.
Во время обязательной военной службы в греческой армии служил офицером на островах Северо-Восточного Эгейского моря и материковой части Греции. Является членом Академии греческого языка в Германии и членом Союза писателей Северной Греции. До 1988 года был членом молодежной организации партии Новой Демократии и определяет себя как принадлежащего к «патриотическому крылу Новой демократии».
Приобрёл известность как телеведущий и телепродавец, продающий, среди прочего, книги с «аутентичными письмами, написанными рукой Иисуса Христа». Академическое сообщество, СМИ и некоторые церковные деятели указали на очевидную неисторичность этих реликвий
.

## Политическая карьера
Кириакос Велопулос был членом правой националистической популистской партии Георгиоса Карадзафериса Народный православный призыв. Участвовал как кандидат на парламентских выборах 2004 года, набрал 5700 голосов, но партия получила только 2,90 % голосов и не прошла в парламент. На местных выборах 2006 года был кандидатом на пост губернатора префектуры Пела, где занял третье место с 7,11 %. На парламентских выборах 2007 и 2009 годов Велопулос был избран депутатом Парламента Греции от префектуры B Салоников.
С 2016 года — президент основанной им политической партии Греческое решение. На европейских выборах 2019 года его партия получила одно место в Европейском парламенте. Выступает против разделения православной церкви и государства, за смертную казнь и закрытие границ.